# Rosmarin-Seidelbast
Der Rosmarin-Seidelbast (Daphne cneorum), auch Flaum-Steinröslein oder Flaumiger Seidelbast genannt, ist eine Pflanzenart aus der Gattung Seidelbast (Daphne) innerhalb der Familie der Seidelbastgewächse (Thymelaeaceae).

## Trivialnamen
Weitere Trivialnamen sind Flaum-Seidelbast, Heide-Steinröslein, Duft-Seidelbast, Heideröschen, Reckhölderle, Tenderich (Niederösterreich), Gamsveigerl (Obersteiermark) und Fluhröschen (Schweiz), sowie Bergnägele (Bayern bei Kirchheim), Jungfernmorgenbleam (Siebenbürgen), Leinstaude, Steinröschen (Schwaben) und Wielandsbeeren (Graubünden bei Davos).

## Beschreibung

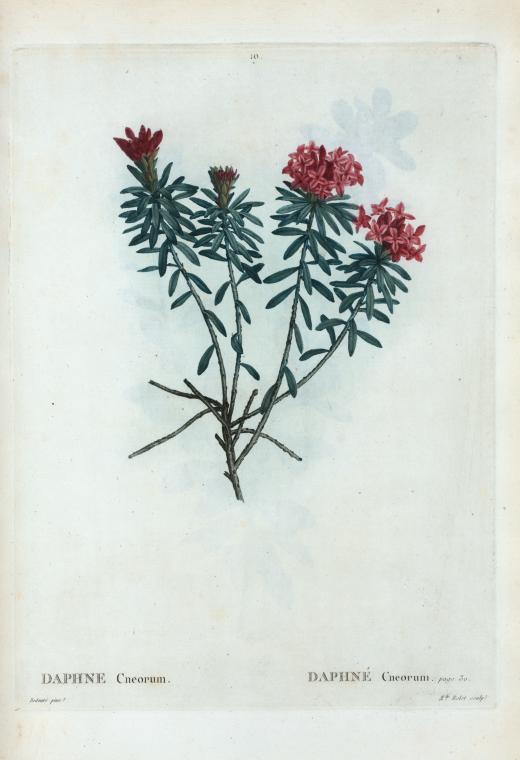
Illustration von Pierre-Joseph Redouté

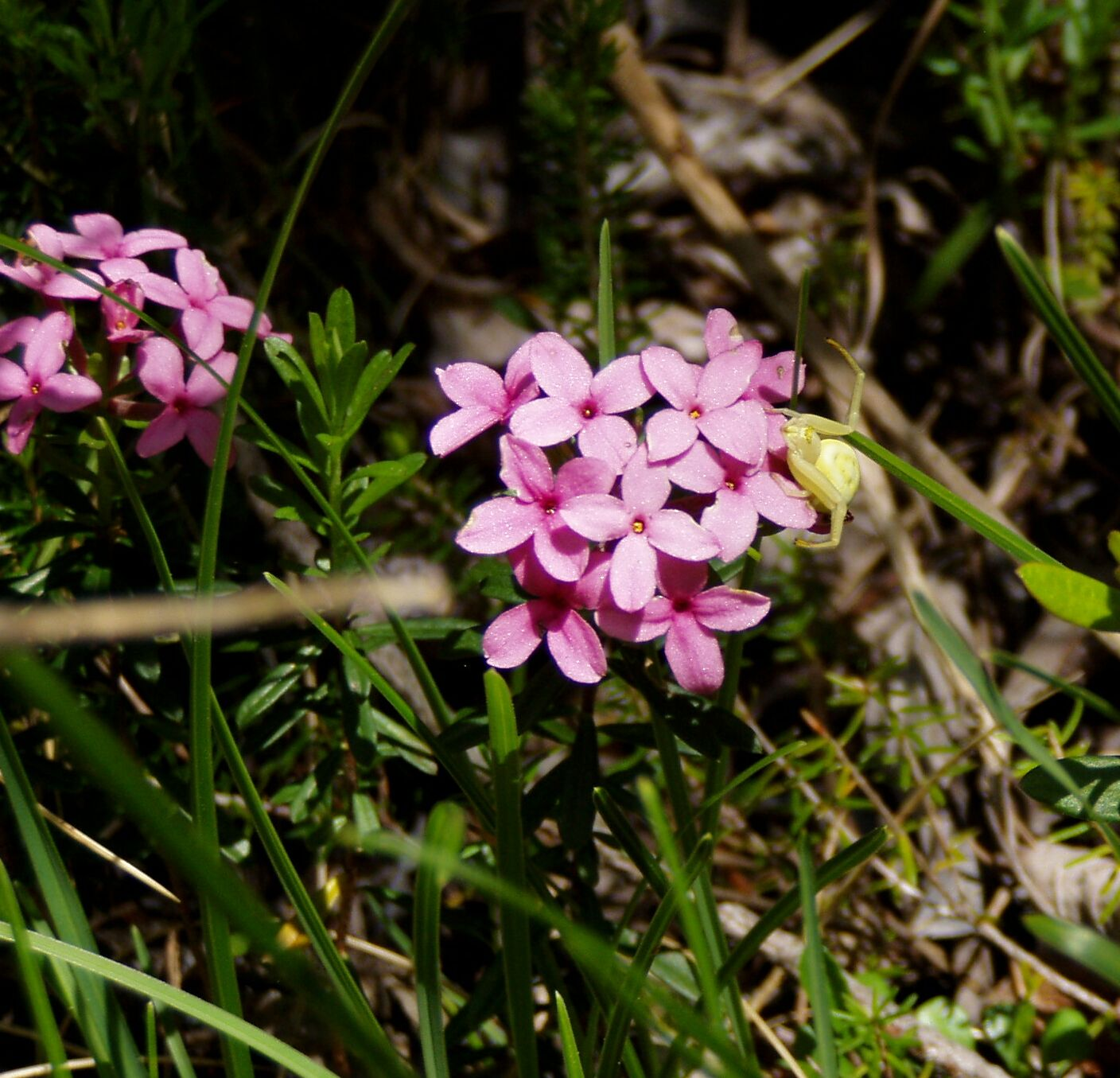
Habitus und Blütenstand

### Vegetative Merkmale
Der Rosmarin-Seidelbast ist eine verholzende Pflanze, wächst als Kleinstrauch und erreicht eine Wuchshöhe von 5 bis 30 Zentimetern. Die Rinde der Zweige ist anliegend grau behaart. Daphne cneorum wächst niederliegend bis aufsteigend, seltener (Daphne cneorum subsp. arbusculoides) aufrecht.
Die Laubblätter sind sitzend und wechselständig, an den Zweigenden schopfig gehäuft angeordnet. Die kahlen, immergrünen, ledrigen Blattspreiten sind bei einer Länge von 1 bis 2 Zentimetern sowie einer Breite von 3 bis 5 Millimetern länglich bis spatelförmig. Die Blattoberseite ist dunkel-grün, die Blattunterseite bläulich.

### Generative Merkmale
Die Blütezeit reicht von März bis Mai, ist aber in Mitteleuropa eher mit Mai und Juni anzusetzen. Die Blüten stehen zu mehreren in endständigen kopfigen Blütenständen zusammen. Die stark nach Nelken duftenden, zwittrigen Blüten sind vierzählig. Das Perigon ist rosafarben und 10 bis 13 Millimeter lang. Die Perigonröhre ist außen dicht anliegend behaart.
Die Steinfrüchte sind braungelb.

### Chromosomenzahl
Die Chromosomenzahl beträgt 2n = 18.

## Ökologie
Beim Rosmarin-Seidelbast handelt es sich um einen Nanophanerophyten.
Diese kalkliebende Pflanze gedeiht meist in Kiefernwäldern, Trockenrasen und Felsfluren. Sie ist eine Charakterart der Ordnung Erico-Pinetalia, kommt aber auch in Pflanzengesellschaften der Klasse Festuco-Brometea vor.
Die ökologischen Zeigerwerte nach Landolt et al. 2010 sind in der Schweiz: Feuchtezahl F = 1+w (trocken aber mäßig wechselnd), Lichtzahl L = 4 (hell), Reaktionszahl R = 4 (neutral bis basisch), Temperaturzahl T = 4 (kollin), Nährstoffzahl N = 2 (nährstoffarm), Kontinentalitätszahl K = 4 (subkontinental).

## Vorkommen und Gefährdung
Daphne cneorum gedeiht in den Gebirgen Mittel- und Südeuropas von den Pyrenäen bis zum Balkan sowie in östlicher Richtung bis zur Ukraine. Es gibt Vorkommen in den Ländern Spanien, Frankreich, Italien, der Schweiz, Österreich, Deutschland, Tschechien, Polen, Ungarn, der Slowakei, Slowenien, Kroatien, Serbien, Kosovo, Albanien, Nordmazedonien, Bulgarien, Rumänien, Ukraine und Russland. Der Rosmarin-Seidelbast ist in Österreich zerstreut bis selten in den Bundesländern Burgenland, Wien, Niederösterreich, Oberösterreich, Steiermark und Kärnten von der collinen bis montanen Höhenstufe verbreitet.
Der Rosmarin-Seidelbast steigt im Tessin am Sasso d’Oriente bis in eine Höhenlage von 1764 Meter, in Tirol bis 2000 Meter und in den Bergamasker Alpen am Pizo Arera bis in eine Höhenlage von 2150 Meter auf.
Der Rosmarin-Seidelbast gilt in Deutschland als sehr selten und wird in der Roten Liste als stark gefährdet geführt. Die wilden Bestände haben über die vergangenen Jahrzehnte stark abgenommen.

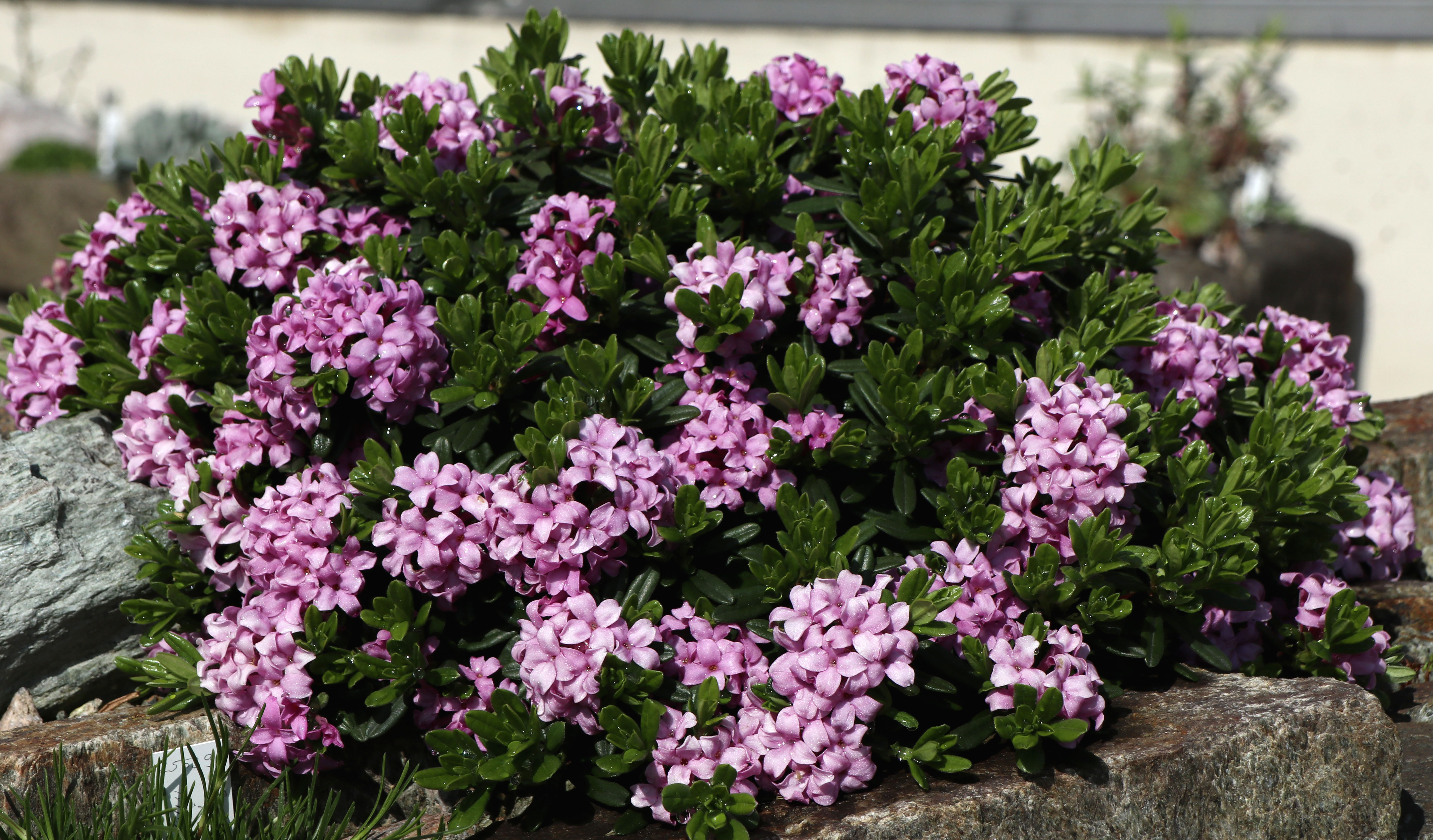
Daphne cneorum subsp. arbuscula

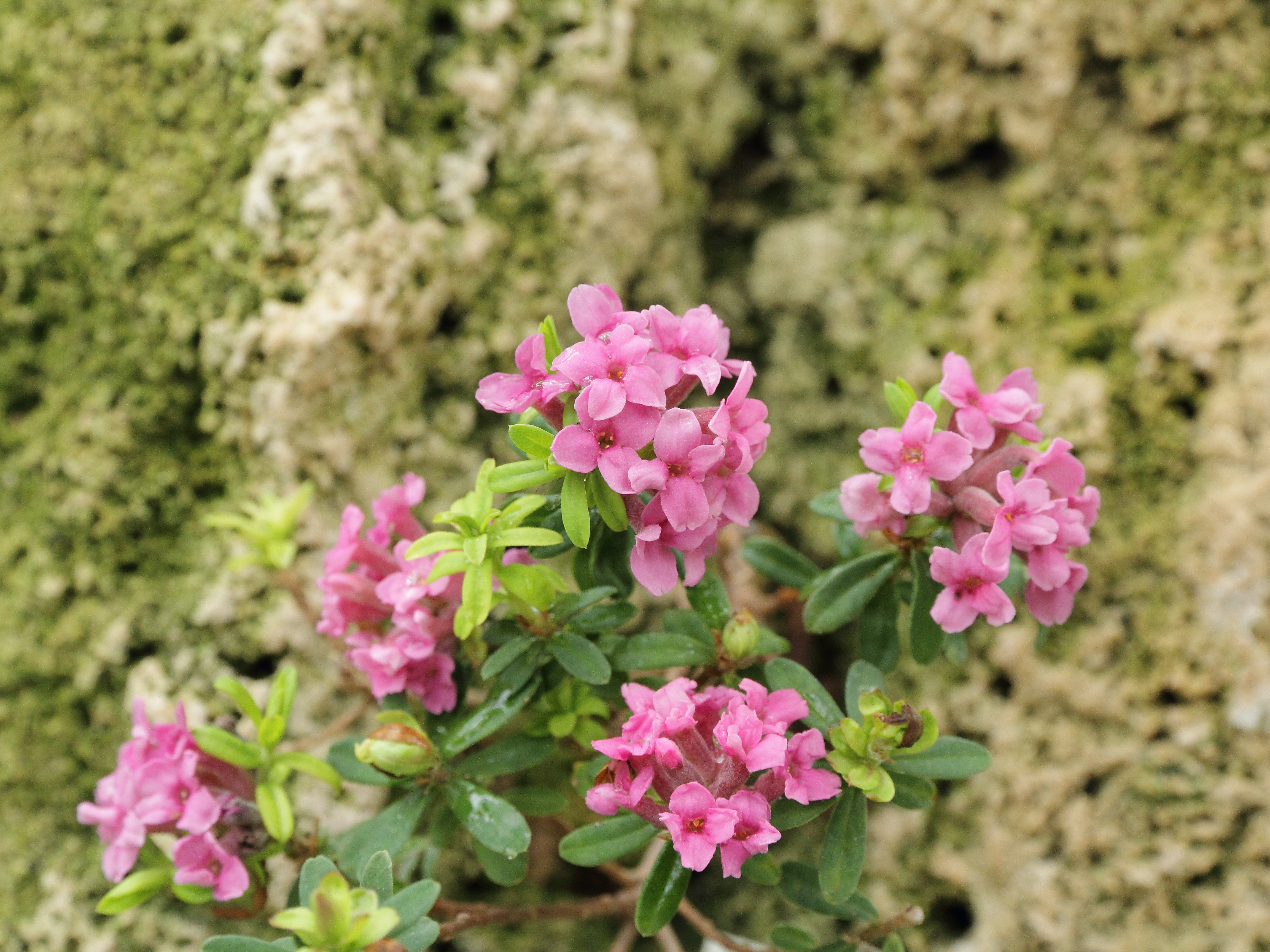
Daphne cneorum subsp. julia

## Systematik
Die Erstveröffentlichung von Daphne cneorum erfolgte 1753 durch Carl von Linné in Species Plantarum, Tomus I, Seite 357.
Je nach Autor gibt es etwa drei Unterarten, von anderen Autoren werden sie als eigene Arten angesehen:
- Strauchartiger Rosmarin-Seidelbast (Daphne cneorum subsp. arbusculoides (Tuzson) Soó): Bei dieser Unterart ist der Wuchs aufrecht und der Blattrand eingerollt. Sie kommt in Österreich im Burgenland, in Ungarn und im früheren Jugoslawien vor.[7] Sie ist kalkmeidend.[3]
- Daphne cneorum L. subsp. cneorum:[7] Sie kommt im gesamten Verbreitungsgebiet der Art meist auf kalkhaltigen Böden vor.[3]
- Daphne cneorum subsp. julia (Koso-Pol.) Halda (Syn.: Daphne julia Koso-Pol.): Sie kommt im zentralen europäischen Russland vor.[7]

## Nutzung
Der Rosmarin-Seidelbast wird in Steingärten als Zierpflanze verwendet.

## Giftigkeit
Der Rosmarin-Seidelbast ist durch den Gehalt an Daphnetoxin stark giftig.